# Vârful Mușeteica, Munții Făgăraș
Vârful Mușeteica este un vârf montan în Munții Făgăraș, care are o altitudine de 2448 m. Se află la Sud de vârfurile Arpașul Mic și Buda. În apropiere se găsește Cabana Capra (spre Vest). Nu este accesibil din trasee turistice marcate.